# Wimbolds Trafford
Wimbolds Trafford är en ort och tidigare civil parish, i Mickle Trafford and District, i distriktet Cheshire West and Chester, i Storbritannien. Den ligger i grevskapet Cheshire och riksdelen England, i den södra delen av landet, 260 km nordväst om huvudstaden London. 
Wimbolds Trafford var en civil parish 1866–2015 när blev den en del av Mickle Trafford and District och Dunham on the Hill and Hapsford. Civil parish hade 212 invånare år 2011. Byn nämndes i Domedagsboken (Domesday Book) år 1086, och kallades då Tro(s)ford.